# Wipro Technologies
Wipro Limited - це індійська транснаціональна корпорація, яка надає послуги з інформаційних технологій, консалтингу та бізнес-процесів. Штаб-квартира знаходиться в Бангалорі, штат Карнатака, Індія. У 2013 році Wipro відокремила свій бізнес, що не належать до ІТ, і сформувала приватні підприємства Wipro. Wipro перейшла на модель Work from Anywhere з березня 2020 року, тому співробітники можуть працювати з будь-якої точки світу, крім офісних приміщень Wipro через пандемію COVID.

## Історія

### Перші роки
Компанія була зареєстрована 29 грудня 1945 року в місті Амальнер, штат Махараштра, Мохамедом Премджі як "Західно-Індійська пальмова рафінована олія", згодом скорочена до "Wipro". Спочатку він був створений як виробник рослинних і рафінованих олій в Амальнері, штат Махараштра, Британська Індія, під торговими назвами Kisan, Sunflower і Camel.
У 1966 році, після смерті Мохамеда Премджі, його син Азім Премджі перейшов на посаду голови Wipro у віці 21 року.
Протягом 1970-х та 1980-х років компанія перенесла фокус на нові можливості в галузі інформаційних технологій та обчислювальної техніки, які в той час були в Індії на зародженні. 7 червня 1977 року назва компанії змінилася із Західної Індії Vegetable Products Limited на Wipro Products Limited. У 1982 році назву було знову змінено, з Wipro Products Limited на Wipro Limited. Wipro продовжила розширюватися у сфері споживчих товарів із запуском "Ralak" сімейного мила на основі Tulsi та "Wipro Jasmine", туалетного мила.

### 1986–1992
У 1988 році Wipro додав до своєї лінійки мобільних гідроциліндрів та важких промислових балонів. Спільне підприємство із американською General Electric на ім’я Wipro GE Medical Systems Pvt. ТОВ було створено в 1989 році для виробництва, продажу та обслуговування діагностичних та зображувальних виробів. У 1991 році були запущені перекидні системи та гідравлічні вироби Eaton. У 1992 році підрозділ Wipro Fluid Power розробив можливість пропонувати стандартні гідравлічні циліндри для будівельної техніки та систем перекидання вантажівок. Тальк "Santoor" та дитячі туалетно-косметичні засоби "Wipro Baby Soft" були випущені в 1990 році.

### 1994–2000
У 1995 році Wipro створила зарубіжний дизайн-центр «Одісея 21» для проектів закордонних клієнтів. Wipro Infotech та Wipro Systems були об'єднані з Wipro у квітні того ж року. П’ять виробничих та розробних підприємств Wipro отримали сертифікат ISO 9001 протягом 1994–95 років.
У 1999 році Wipro придбала Wipro Acer і випустила нові продукти, такі як персональні комп'ютери Wipro SuperGenius (ПК). У 1999 році це була одна індійська лінійка ПК, яка отримала сертифікат Національної лабораторії тестування програмного забезпечення (NSTL) на базі США на відповідність обладнанням для всіх моделей 2000 року (Y2K).
Wipro об'єднався з KPN (Royal Dutch telecom), щоб створити спільне підприємство "Wipro Net Limited" для надання Інтернету послуг в Індії. У 2000 році Wipro запустила Wipro OSS Smart та Wipro WAP Smart. Того ж року Wipro потрапила на лістинг Нью-Йоркської фондової біржі.

### 2001–2011
У лютому 2002 року Wipro стала першою компанією з програмних технологій та послуг в Індії, яка отримала сертифікат ISO 14001. Wipro Consumer Care and Lighting Group вийшла на ринок компактних люмінесцентних ламп з випуском серії CFL під торговою маркою Wipro Smartlite. По мірі зростання компанії, дослідження показало, що Wipro був найшвидшим творцем багатства за 5 років (1997–2002). Він створив дочірню компанію, що належить повністю (Wipro Consumer Care Limited) для виробництва товарів для догляду за споживачами та освітлення. У 2004 році Wipro приєднався до клубу з мільярдами доларів. Він також співпрацював з Intel для i-shiksha. У 2006 році Wipro придбала cMango Inc., американську консалтингову фірму з технологічної інфраструктури, та європейського роздрібного постачальника. У 2007 році Wipro підписав угоду з Lockheed Martin. Він також погодився придбати Oki Techno Center Singapore Pte Ltd (OTCS) і підписав контракт на науково-дослідні та партнерські відносини з Nokia Siemens Networks у Німеччині.
У 2008 році фірма вступила в бізнес із чистої енергетики з Wipro Eco Energy.
У квітні 2011 року фірма підписала угоду з Science Applications International Corporation (SAIC) про придбання їх світової практики використання нафтогазових інформаційних технологій. У 2012 році Wipro найняв понад 70 000 тимчасових працівників у Сполучених Штатах.

### 2012-2018
У 2012 році компанія Wipro Ltd. розділила свої послуги з обслуговування споживачів, освітлення, меблі, інженерне проектування інфраструктури (гідравліка, водо- та медична діагностика) в окрему компанію, яка отримала назву „Wipro Enterprises Ltd”. До роз'єднання ці компанії разом забезпечували близько 10% доходів Wipro Limited.
У тому ж році Wipro придбала австралійську фірму Promax Applications Group (PAG) з управління стимулювання торгівлі за 35 мільйонів доларів.
У 2014 році фірма підписала 10-річний контракт на 1,2 мільярда доларів з ATCO, канадською корпорацією енергетики та комунальних послуг, що базується в Калгарі, Альберта. Це була найбільша угода в історії Wipro. У жовтні 2016 року Wipro оголосив, що купує Appirio, компанію з хмарних послуг, що базується в Індіанаполісі, за 500 мільйонів доларів. У 2017 році компанія розширила свою діяльність в Лондоні.
У 2017 році фірма виграла п’ятирічну взаємодію з ІТ-інфраструктурою та послугами, керованими послугами, із Grameenphone (GP), головним оператором зв'язку в Бангладеш, і оголосила, що створить там новий центр доставки.
У 2018 році компанія розпочала розробку програмного забезпечення для допомоги в Загальному регламенті захисту даних (GDPR) в Європі. У березні 2018 року Wipro заявила, що купуватиме третину групи Denim Group. У квітні 2018 року компанія продала свою частку в СП компанії з ІТ-послуг в аеропорту.
У серпні 2018 року Wipro заплатила 75 мільйонів доларів США National Grid US в якості розрахунку за невдале впровадження SAP, яке, за оцінками аудиту 2014 року, може коштувати компанії 1 мільярд доларів. Wipro було найнято в якості системного інтегратора в 2010 році, але помилки в розгортанні, призначеному для заміни системи Oracle, спричинили серйозні втрати та збиток для репутації.

### 2019-2020
У 2019 році Wipro Consumer Care та корпорація Ang-Hortaleza підписали угоду про купівлю акцій на продаж 100% частки останньої в бізнесі особистої гігієни Splash Corporation.
У березні 2020 року Хедера оголосила, що Wipro приєднається до їхньої Ради керуючих, забезпечуючи децентралізоване управління своєю технологією розподілених книг з використанням хешграфів.
У лютому 2020 року Wipro придбала Rational Interaction, консультант з питань цифрового досвіду клієнтів у Сіетлі
У липні 2020 року фірма оголосила про запуск свого набору рішень 5G edge Services, побудованого з програмними системами IBM.

### 2021 рік
У березні 2021 року Wipro придбала Capco, 22-річну британську фірму з технічного консультування. Угода була завершена в квітні.
Wipro підписала угоду про придбання Ampion за грошову винагороду в розмірі 117 мільйонів доларів, згідно з поданням біржі
У березні 2021 року Wipro призначає П'єра Бруно генеральним директором європейських операцій.
Wipro Consumer Care Vietnam Company Limited: No.7, Street No.4, Vietnam - Singapore Industrial Park, Binh Hoa Ward, Thuan An City, Binh Duong Province
Rohto-Mentholatum (В'єтнам) Company Limited: No.16 VSIP, Road No.5, Vietnam - Singapore Industrial Park, Binh Hoa Ward, Thuan An City, Binh Duong Province
Mondelez Kinh Do Vietnam акціонерне товариство: №26 VSIP, Road No.8, В'єтнам - Сінгапурський індустріальний парк, пристань Біньхоа, місто Туан, провінція Біньдуон
Hisamitsu Pharmaceutical Vietnam Company Limited: No 14-15, Street 2A, Bien Hoa 2 Industrial Zone, An Binh Ward, Bien Hoa City, Dong Nai Province
Fumakilla Vietnam Company Limited: No 7, Street 15A, Bien Hoa 2 Industrial Zone, An Binh Ward, Bien Hoa City, Dong Nai Province
Nestlé Vietnam Company Limited: No 7, Street 17A, Bien Hoa 2 Industrial Zone, An Binh Ward, Bien Hoa City, Dong Nai Province
Акціонерне товариство "Vinacafé Bien Hoa": Bien Hoa 1 Industrial Zone, Winh Ward, місто Bien Hoa, провінція Донг Най

## Дочірні компанії

### Western India Products Limited
Wipro Limited є постачальником ІТ-послуг, включаючи системну інтеграцію, консалтинг, аутсорсинг інформаційних систем, послуги з підтримкою ІТ та послуги з досліджень та розробок.
Wipro вступила у технологічний бізнес у 1981 році і має понад 160 000 співробітників та клієнтів у 110 країнах світу. За рік, що закінчився 31 березня 2015 р., Доходи від ІТ становили 7,1 млрд. Дол. США, а коефіцієнт повторного бізнесу склав понад 95%.

### Медичні системи Wipro GE
Wipro GE Medical Systems Limited - спільне підприємство Wipro з GE Healthcare Південна Азія. Вона займається дослідженнями та розробкою медичних продуктів. Це партнерство, розпочате у 1990 р., сьогодні включає в себе пристосування та обладнання для діагностики, ІТ-служби в галузі охорони здоров’я та послуги, що допомагають медичним працівникам боротися з раком, серцевими захворюваннями та іншими недугами. У всіх продуктах повністю дотримуються стандартів якості Six Sigma.

## Стійкість
Wipro посіла 1-е місце в рейтингу азійської стійкості (ASR) 2010 року індійських компаній і є членом NASDAQ Global Sustainability Index, а також Індексом стійкості Dow Jones.
У листопаді 2012 року «Керівництво по зеленішій електроніці» Greenpeace посіла Wipro перше місце з оцінкою 7,1 / 10.

## Лістинг та акціонування
Лістинг: Первинне розміщення акцій Wipro відбулося в 1946 році. Пайові акції Wipro перераховані на Бомбейській фондовій біржі, де він є складовою індексу BSE SENSEX, та Національної фондової біржі Індії, де він є складовою S&P CNX Nifty. Американські депозитарні акції компанії котируються на біржі NYSE з жовтня 2000 р.
Акціонерність: у таблиці наведено схему пайових акцій станом на 30 вересня 2018 року.

## Співробітники
6 липня 2020 року Тьєррі Делапорте обійняв посаду нового генерального директора Wipro Абідалі Неемучвали. Абідалі Неемучвала був призначений генеральним директором Wipro після відставки Т. К. Курієна на початку 2016 року. Неемучвала, який був президентом та генеральним директором групи з квітня 2015 року, був призначений генеральним директором з 1 лютого 2016 року

## Нагороди та визнання
У 2004 році він отримав Національну нагороду за кращі досягнення в галузі корпоративного управління від Інституту секретарів компаній Індії.
Wipro відзначена премією Microsoft Country Country Award за 2010 рік для Індії.
У 2012 році компанія ICRA Limited отримала найвищий рейтинг вартості для зацікавлених сторін та корпоративного рейтингу 1 (SVG 1).
Wipro отримала «Корпоративну нагороду NASSCOM за відмінний досвід у різноманітті та інклюзії, 2012», у категорії «Найефективніше впровадження практик та технологій для людей з інвалідністю».
Wipro посіла 2-е місце в Newsweek 2012 Global 500 зелених компаній.
У 2014 році Wipro посіла 52-е місце серед найбільш довірених брендів Індії відповідно до звіту Brand Trust Report, проведеного компанією Trust Research Advisory.
Wipro виграла 7 нагород, у тому числі за найкращі керовані ІТ-послуги та найкращого системного інтегратора на конкурсі CIO Choice Awards 2015, Індія
Wipro виграла золоту нагороду за «Інтегровану службу забезпечення безпеки (iSAS)» за категорією «Оцінка вразливості, усунення та управління» 11-ї щорічної нагороди Global Security PG за 2015 рік.
У травні 2016 року він зайняв 755-е місце у списку Forbes Global 2000.
У березні 2017 року Wipro вже шостий рік поспіль був визнаний Інститутом етісфери США однією з найбільш етичних компаній у світі.
У 2018 році Wipro отримала нагороду ATD's Best of the BEST.